# Geraint

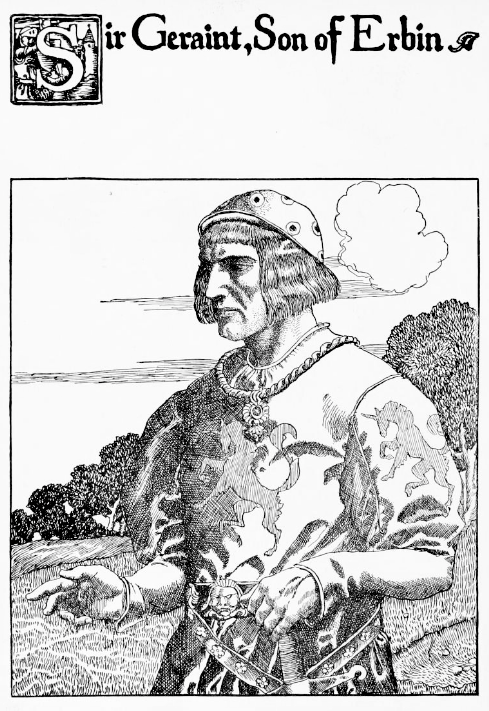
Ilustración de Howard Pyle para The Story of the Grail and the Passing of King Arthur (1910)

Geraint (/ˈɡɛraɪnt/) es un personaje del folclore galés y la leyenda artúrica, un valiente guerrero posiblemente relacionado con el histórico Geraint, un rey de Dumnonia de principios del siglo VIII. También es el nombre de un santo rey de Dumnonia del siglo VI nombrado en las hagiografías británicas, que pudo haber vivido durante o poco antes del reinado del Arturo histórico. El nombre Geraint es una forma galesa del latín Gerontius, que significa "anciano".

## Primeras fuentes
Un "Geraint del Sur" aparece en la batalla de Catraeth (hacia 600) en el poema Y Gododdin, atribuido a Aneirin. Posiblemente se trate de una referencia a Geraint mab Erbin, hijo del rey Erbin de Dumnonia, del siglo V. Geraint también es mencionado como uno de los "Tres marinos de la Isla de Gran Bretaña" en las tríadas galesas.
Las hazañas de Geraint en la batalla de Llongborth se celebran en el poema Geraint, hijo de Erbin, escrito probablemente en el siglo X u XI y tradicionalmente atribuido a Llywarch Hen. Sin embargo, Derek Bryce, siguiendo a otros eruditos, sugiere que el posterior e histórico Geraint de Dumnonia (m. 710) puede identificarse como el verdadero guerrero elogiado en relación con la batalla de Llongborth en el poema, a pesar de su título. Bryce identifica Llongborth con la batalla de 710 entre Geraint y el líder sajón Ine de Wessex. Strathclyde tuvo gobernantes llamados Geraint y Erbin/Elfin en la misma época, y también era conocida como Damnonia, en honor a la tribu Dumnonii de la zona en la época romano-británica, y por lo tanto se confundía fácilmente con Dumnonia/Devon.
La Crónica anglosajona dice: "Port y sus dos hijos, Bieda y Maegla, llegaron a Britania en el lugar llamado Portsmouth y mataron a un joven galés, un hombre muy noble". Los estudiosos creen que el Llongborth mencionado en el poema Geraint, hijo de Erbin es el Portsmouth de la Crónica y que Geraint es el "joven galés" que fue asesinado allí.

## Leyenda artúrica

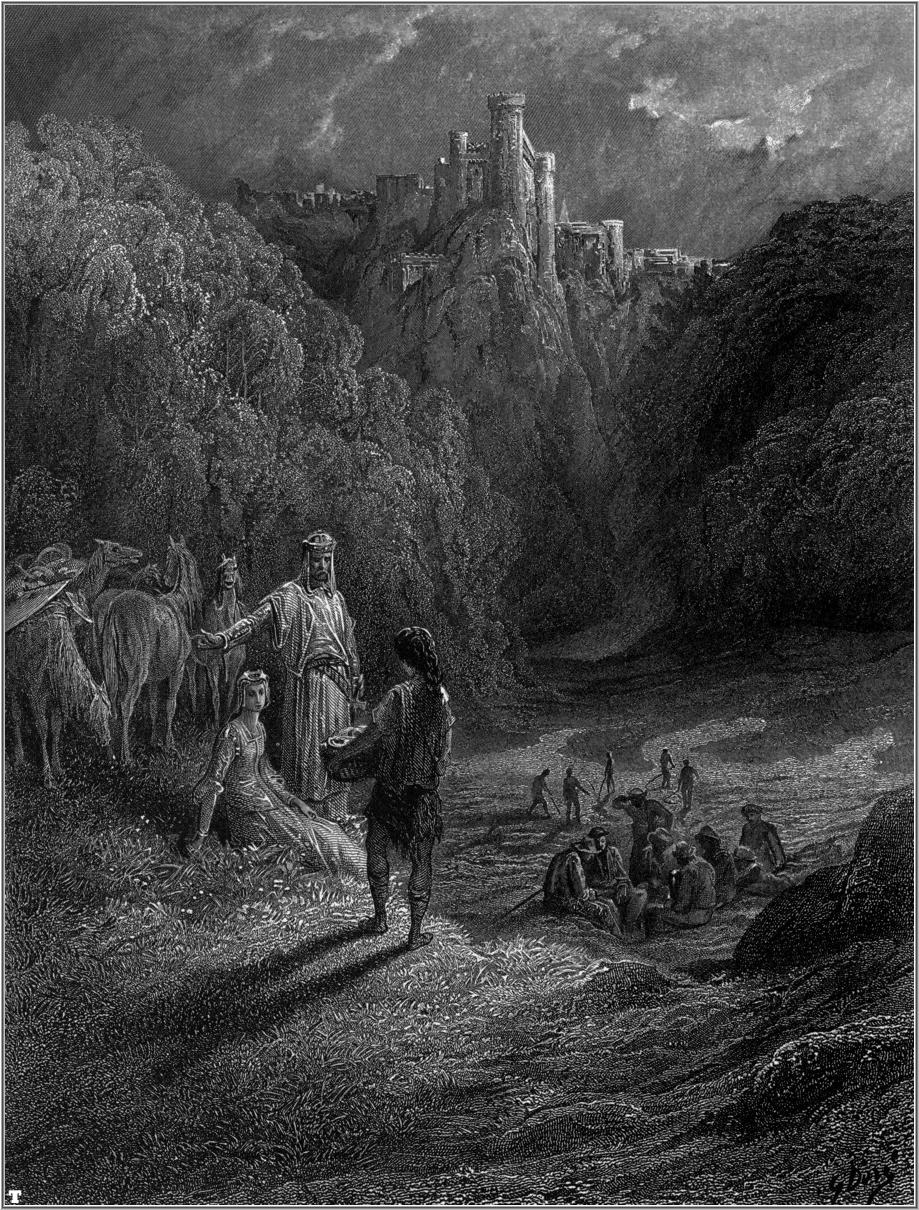
Geraint con su esposa Enid, de Idilios del rey (1868)

Geraint es más famoso como protagonista del cuento galés Geraint y Enid, donde se convierte en el amante de Enid. Geraint y Enid es uno de los tres romances galeses asociados con el Mabinogion. Su historia es muy similar a la de Erec et Enide, del escritor francés Chrétien de Troyes. Algunos estudiosos creen que ambas obras derivan de una fuente perdida común, pero la mayoría cree que la versión galesa deriva directa o indirectamente de Chrétien. En este caso, la reconocida figura de Geraint se habría agregado a la historia para adaptarse al público galés que no estaba familiarizado con el protagonista de Chrétien, Erec.
En Geraint y Enid, se decía que el padre de Geraint era un pastor llamado Erbin. Según Culhwch y Olwen, Geraint tenía dos hermanos, Ermind y Dywel.
Geraint y Enid fue reelaborado por Alfred Tennyson en los poemas El matrimonio de Geraint y Geraint y Enid, parte de sus Idilios del rey. El personaje artúrico de obras posteriores a menudo es llamado Sir Geraint.

## San Geraint
Según la vita de San Teilo, en 549, para evitar la Peste de Justiniano ("peste gialla del 547"), que estaba arrasando Britania, Teilo, con un pequeño grupo de monjes, dejó Llandaff para unirse a Sansón de Dol en Bretaña. Al pasar por Dumnonia, fueron recibidos hospitalariamente por el rey Geraint en Din Gerrein. En agradecimiento, Teilo prometió al rey su asistencia espiritual en la hora de su muerte. Siete años después, Teilo regresó para darle al rey los últimos ritos. Quizás debido a las relaciones que lo unían a Teilo, él también fue proclamado santo.
Cerca de Falmouth, las leyendas locales del santo popular rey Geraint, santo patrón de Gerrans, afirman que fue enterrado en Carne Beacon, cerca de Veryan. Gerrans celebra su festival el segundo domingo de agosto.